# جون هنري هويل
جون هنري هويل (بالإنجليزية: John Henry Howell)‏ هو مدير مدرسة نيوزلندي، ولد في 31 أكتوبر 1869 في Frampton Cotterell ‏ في المملكة المتحدة، وتوفي في 20 يونيو 1944.